# Robert Dean (ufolog)
Robert Orel Dean (n. 2 martie 1929, Tucson, Arizona, SUA – d. 11 octombrie 2018) a fost un ufolog american din Tucson, Arizona.

## Biografie
Dean s-a retras din armata SUA ca sergent major după o carieră de 28 de ani. A apărut în programe radio, documentare TV și la conferințe care discutau subiectul OZN-urilor și despre o mușamalizare guvernamentală a vizitelor extraterestre pe Pământ. Dean a susținut că a văzut un document guvernamental clasificat numit „Evaluarea” („The Assessment”)  despre amenințările reprezentate de activitatea extraterestră pe Pământ și care avea concluzia că nu există astfel de amenințări. Dean a spus că se consideră un cercetător profesionist de OZN-uri și că a avut autorizație „Cosmic Top Secret” în timp ce era în armată. În 1992, în timp ce era angajat coordonator al serviciilor de urgență din comitatul Pima, Arizona, Dean și-a dat în judecată angajatorul pentru discriminare, spunând că a fost tratat incorect din cauza credinței sale în OZN-uri și din cauza vârstei sale, el a cerut despăgubiri de 100.000 de dolari americani.